# Organodesma ornata
Organodesma ornata är en fjärilsart som beskrevs av László Anthony Gozmány. Organodesma ornata ingår i släktet Organodesma och familjen äkta malar. Inga underarter finns listade i Catalogue of Life.